# Nucleozin
Nucleozin é um fármaco ainda em testes descoberto por cientistas da da Universidade de Hong Kong com propriedades preventivas sobre a propagação do vírus da gripe e síndrome respiratória aguda severa.

## Mecanismo de ação
Atua sobre algumas proteínas nucleares do vírus e assim impede seu ciclo de existência, impedindo sua propagação para células sadias.